# Vallères
Vallères är en kommun i departementet Indre-et-Loire i regionen Centre-Val de Loire i de centrala delarna av Frankrike. Kommunen ligger i kantonen Azay-le-Rideau som tillhör arrondissementet Chinon. År 2022 hade Vallères 1 339 invånare.

## Befolkningsutveckling
Antalet invånare i kommunen Vallères
Referens:INSEE